# 循環連分數
循環連分數是一種可表示為以下形式的連分數：
{\displaystyle x=a_{0}+{\cfrac {1}{a_{1}+{\cfrac {1}{a_{2}+{\cfrac {\ddots }{\quad \ddots \quad a_{k}+{\cfrac {1}{a_{k+1}+{\cfrac {\ddots }{\quad \ddots \quad a_{k+m-1}+{\cfrac {1}{a_{k+m}+{\cfrac {1}{a_{k+1}+{\cfrac {1}{a_{k+2}+{\cfrac {1}{\ddots }}}}}}}}}}}}}}}}}}\,}
前k+1個部分分母不算，後面的部分分母[ak+1, ak+2,…ak+m]會一直重覆出現。例如{\displaystyle {\sqrt {2}}}即可表示為循環連分數[1,2,2,2,...]。
循環連分數的部份分母{ai}可以是任何實數或虛數。
1770年，拉格朗日證明一個數字能表示成循環連分數，若且唯若此數為二次無理數。例如{\displaystyle {\sqrt {3}}=1.732\ldots =[1;1,2,1,2,1,2,\ldots ]}。
在此條目以下的內容會限制在部份分母為正整數的循環連分數。

## 純循環連分數以及循環連分數
因為循環連分數的分子都是1，因此可以用以下簡化的方式記錄循環連分數：
{\displaystyle {\begin{aligned}x&=[a_{0};a_{1},a_{2},\dots ,a_{k},a_{k+1},a_{k+2},\dots ,a_{k+m},a_{k+1},a_{k+2},\dots ,a_{k+m},\dots ]\\&=[a_{0};a_{1},a_{2},\dots ,a_{k},{\overline {a_{k+1},a_{k+2},\dots ,a_{k+m}}}]\end{aligned}}}
第二行的括線表示循環的部份。有些教材書會用以下的寫法
{\displaystyle {\begin{aligned}x&=[a_{0};a_{1},a_{2},\dots ,a_{k},{\dot {a}}_{k+1},a_{k+2},\dots ,{\dot {a}}_{k+m}]\end{aligned}}}
循環部份的第一個數字和最後一個數字上方加上點識別。
若循環連分數中都是循環部份，沒有不循環的第一部份，也就是k = -1, a0 = am，則
{\displaystyle x=[{\overline {a_{0};a_{1},a_{2},\dots ,a_{m-1}}}],}
這樣的循環連分數稱為純循環連分數（purely periodic）。例如黃金比例φ的循環連分數是{\displaystyle [1;1,1,1,\dots ]}，就是純循環連分數，而{\displaystyle {\sqrt {2}}}的循環連分數是{\displaystyle [1;2,2,2,\dots ]}，是循環連分數，不是純循環連分數。

## 和單位模矩陣之間的關係
循環連分數可以和實數的二次無理數一一對應。其對應關係在明可夫斯基問號函數有提到。先考慮以下的純循環連分數
{\displaystyle x=[0;{\overline {a_{1},a_{2},\dots ,a_{m}}}],}
此純循環連分數可以寫成
{\displaystyle x={\frac {\alpha x+\beta }{\gamma x+\delta }}}
其中{\displaystyle \alpha ,\beta ,\gamma ,\delta }是整數，滿足{\displaystyle \alpha \delta -\beta \gamma =1.}。其確切值可以用以下方式求得 
{\displaystyle S={\begin{pmatrix}1&0\\1&1\end{pmatrix}}}
表示移位，因此 
{\displaystyle S^{n}={\begin{pmatrix}1&0\\n&1\end{pmatrix}}}
以下這個類似反射
{\displaystyle T\mapsto {\begin{pmatrix}-1&1\\0&1\end{pmatrix}}}
而{\displaystyle T^{2}=I}。這些矩陣都是單位模矩陣，其乘積仍是單位模矩陣。針對上述的{\displaystyle x}，對應的矩陣如下
{\displaystyle S^{a_{1}}TS^{a_{2}}T\cdots TS^{a_{m}}={\begin{pmatrix}\alpha &\beta \\\gamma &\delta \end{pmatrix}}}
而
{\displaystyle x=[0;{\overline {a_{1},a_{2},\dots ,a_{m}}}]={\frac {\alpha x+\beta }{\gamma x+\delta }}}
是其顯式式。因為所有的矩陣元素都是整數，矩陣也屬於模群 {\displaystyle SL(2,\mathbb {Z} ).}。

## 文內注釋
1. ↑  Kenneth H. Rosen. Elementary Number Theory and Its Applications.
2. ↑  Pettofrezzo & Byrkit 1970，第158頁.
3. ↑  Long 1972，第187頁.
4. ↑  Khinchin 1964.